# Договор об Антарктике

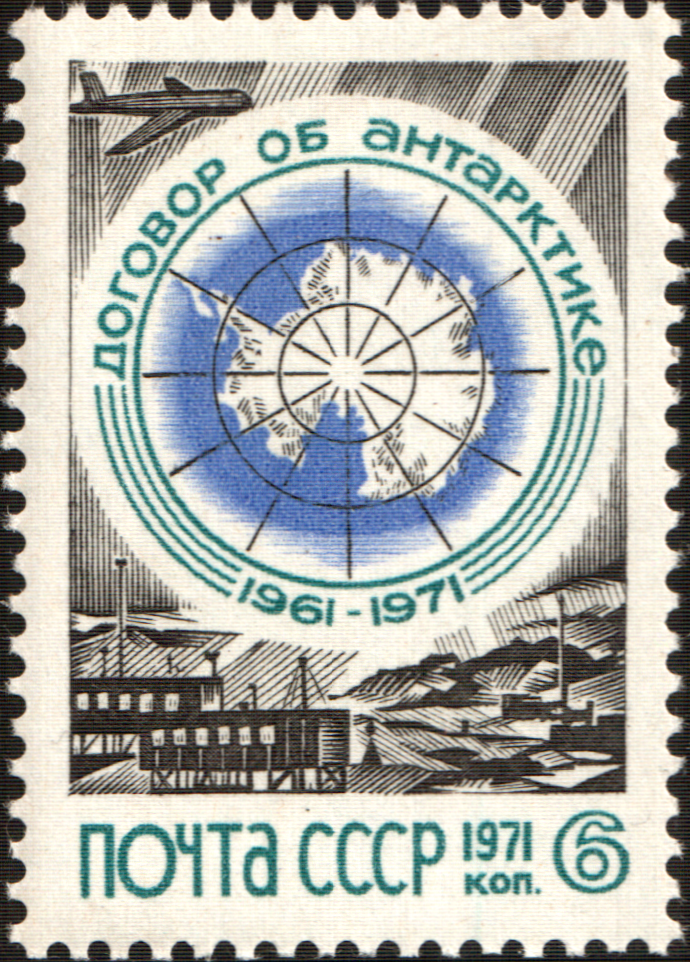
Почтовая марка СССР 1971 года, посвященная 10-летию Договора об Антарктике

Догово́р об Анта́рктике — международный договор, предусматривающий демилитаризацию района Антарктиды, использование его в исключительно мирных целях и превращение в зону, свободную от ядерного оружия. Договор заключён 1 декабря 1959 года в Вашингтоне и вступил в силу 23 июня 1961 года после его подписания 13 государствами — первоначальными участниками.

## Цели
Главная цель договора — обеспечить использование Антарктики в интересах всего человечества. Также предусматривается свобода научных исследований и поощряется международное сотрудничество. Запрещаются любые ядерные взрывы и захоронения радиоактивных материалов в Антарктике. В 1982 году как часть Системы Договора об Антарктике и исполнения его IX Статьи вступила в силу Конвенция по сохранению морских живых ресурсов Антарктики (АНТКОМ). Практическое применение положений этой Конвенции на практике регулируются Комиссией АНТКОМ, штаб-квартира которой находится в австралийском городе Хобарт в штате Тасмания.

## Классификация участников договора
На начало 2024 года в число участников договора входят 56 государств, 29 из которых являются консультативными сторонами. По отношению к Договору эксперты выделяют три группы стран:
- Имевшие территориальные претензии до его подписания — это Австралия, Аргентина, Великобритания, Новая Зеландия, Норвегия, Франция и Чили.
- Оставившие за собой право на выдвижение таких претензий — это Перу[5][6][7], Советский Союз/Россия, США и ЮАР.
- Не имеющие официальных территориальных претензий — это Бельгия, Болгария, Бразилия, Германия, Индия, Италия, КНР, Пакистан, Польша, Румыния, Украина, Уругвай, Чехия, Швеция, Эквадор, Южная Корея и Япония.

## Страны-участницы договора
Список приведён по состоянию на начало 2024 года. 
Первоначальные участники выделены жирным.
| Страна               | Право совещательного голоса | Дата вступления в силу |
| -------------------- | --------------------------- | ---------------------- |
| Австралия            | Да                          | 23 июня 1961           |
| Австрия              |                             | 25 августа 1987        |
| Аргентина            | Да                          | 23 июня 1961           |
| Беларусь             |                             | 19 июля 2006           |
| Бельгия              | Да                          | 23 июня 1961           |
| Болгария             | Да                          | 11 сентября 1978       |
| Бразилия             | Да                          | 16 мая 1975            |
| Великобритания       | Да                          | 23 июня 1961           |
| Венесуэла            |                             | 24 марта 1999          |
| Венгрия              |                             | 27 января 1984         |
| Гватемала            |                             | 31 июля 1991           |
| Германия             | Да                          | 5 февраля 1979         |
| Греция               |                             | 8 января 1987          |
| Дания                |                             | 20 мая 1965            |
| Индия                | Да                          | 19 августа 1983        |
| Исландия             |                             | 13 октября 2015        |
| Испания              | Да                          | 31 марта 1982          |
| Италия               | Да                          | 18 марта 1981          |
| Казахстан            |                             | 27 января 2015         |
| Канада               | Да                          | 4 мая 1988             |
| Китай                | Да                          | 8 июня 1983            |
| Колумбия             |                             | 31 января 1989         |
| Коста-Рика           |                             | 11 августа 2022        |
| КНДР                 |                             | 21 января 1987         |
| Куба                 |                             | 16 августа 1984        |
| Малайзия             |                             | 31 октября 2011        |
| Монако               |                             | 30 мая 2008            |
| Монголия             |                             | 23 марта 2015          |
| Нидерланды           | Да                          | 30 марта 1967          |
| Новая Зеландия       | Да                          | 23 июня 1961           |
| Норвегия             | Да                          | 23 июня 1961           |
| Пакистан             |                             | 1 марта 2012           |
| Папуа — Новая Гвинея |                             | 16 сентября 1975       |
| Перу                 | Да                          | 10 апреля 1981         |
| Польша               | Да                          | 23 июня 1961           |
| Португалия           |                             | 29 января 2010         |
| Республика Корея     | Да                          | 28 января 1986         |
| СССР → Россия        | Да                          | 23 июня 1961           |
| Румыния              |                             | 15 сентября 1971       |
| Сан-Марино           |                             | 14 февраля 2023        |
| Саудовская Аравия    |                             | 22 мая 2024            |
| Словакия             |                             | 1 января 1993          |
| Словения             |                             | 22 апреля 2019         |
| США                  | Да                          | 23 июня 1961           |
| Турция               |                             | 24 января 2006         |
| Украина              | Да                          | 28 октября 1992        |
| Уругвай              | Да                          | 11 января 1980         |
| Финляндия            | Да                          | 15 мая 1984            |
| Франция              | Да                          | 23 июня 1961           |
| Чехия                | Да                          | 14 июня 1962           |
| Чили                 | Да                          | 23 июня 1961           |
| Швейцария            |                             | 24 апреля 1984         |
| Швеция               | Да                          | 21 января 1987         |
| Эквадор              | Да                          | 15 сентября 1987       |
| Эстония              |                             | 17 мая 2001            |
| ЮАР                  | Да                          | 23 июня 1961           |
| Япония               | Да                          | 23 июня 1961           |

## Вопрос о полезных ископаемых Антарктики
Как предполагается, в Антарктиде существуют обширные залежи каменного угля, железной руды, меди, цинка, никеля, свинца и других полезных ископаемых. Однако наибольший практический интерес представляют запасы нефти и газа на шельфе Антарктики. По некоторым данным, в одном только регионе моря Росса содержится около 50 миллиардов баррелей нефти и более 100 триллионов кубометров газа. В 1988 году участники Договора об Антарктике предприняли попытку обсудить возможность добычи полезных ископаемых и приняли соответствующую конвенцию. Однако она так и не вступила в силу, а вместо нее в 1991 году был подписан Мадридский протокол, вступивший в силу в 1998 году. Он запрещает добычу любых ископаемых на территории Антарктики. Но этот запрет не является бессрочным: текст протокола должен быть пересмотрен через 50 лет после его вступления в силу, в 2048 году.